# Space Is Only Noise
Space Is Only Noise est le premier album de Nicolas Jaar, sorti en février 2011 sur le label français indépendant Circus Company. Lors de sa création, Jaar est âgé de 21 ans.

## Réception critique
L'album reçoit un accueil positif, notamment dans The Guardian, The Quietus et Pitchfork. Pour Derek Miller dans Resident Advisor, Jaar parvient sur cet album à combiner des styles aussi variés que le jazz parisien, l'IDM à la façon de Warp, la house en slow-motion, la musique concrète et le hip-hop en un ensemble chaleureux et cohérent. Selon The Quietus, on trouve dans l'album des influences d'Erik Satie, Mulatu Astatke et Ricardo Villalobos.

## Liste des morceaux
| 1.    | Être                                   | 4:49 |
| 2.    | Colomb                                 | 3:23 |
| 3.    | Sunflower                              | 0:49 |
| 4.    | Too Many Kids Finding Rain in the Dust | 3:28 |
| 5.    | Keep Me There                          | 5:22 |
| 6.    | Problems with the Sun                  | 3:52 |
| 7.    | Space Is Only Noise If You Can See     | 5:42 |
| 8.    | Almost Fell                            | 2:32 |
| 9.    | Balance Her in Between Your Eyes       | 3:46 |
| 10.   | Specters of the Future                 | 1:59 |
| 11.   | Trace                                  | 0:23 |
| 12.   | Variations                             | 3:21 |
| 13.   | Être                                   | 2:57 |
| 39:03 |                                        |      |